# Luigi Carnera
Luigi Carnera (Trieste, 14 aprile 1875 – Firenze, 30 luglio 1962) è stato un astronomo e matematico italiano.

## Biografia

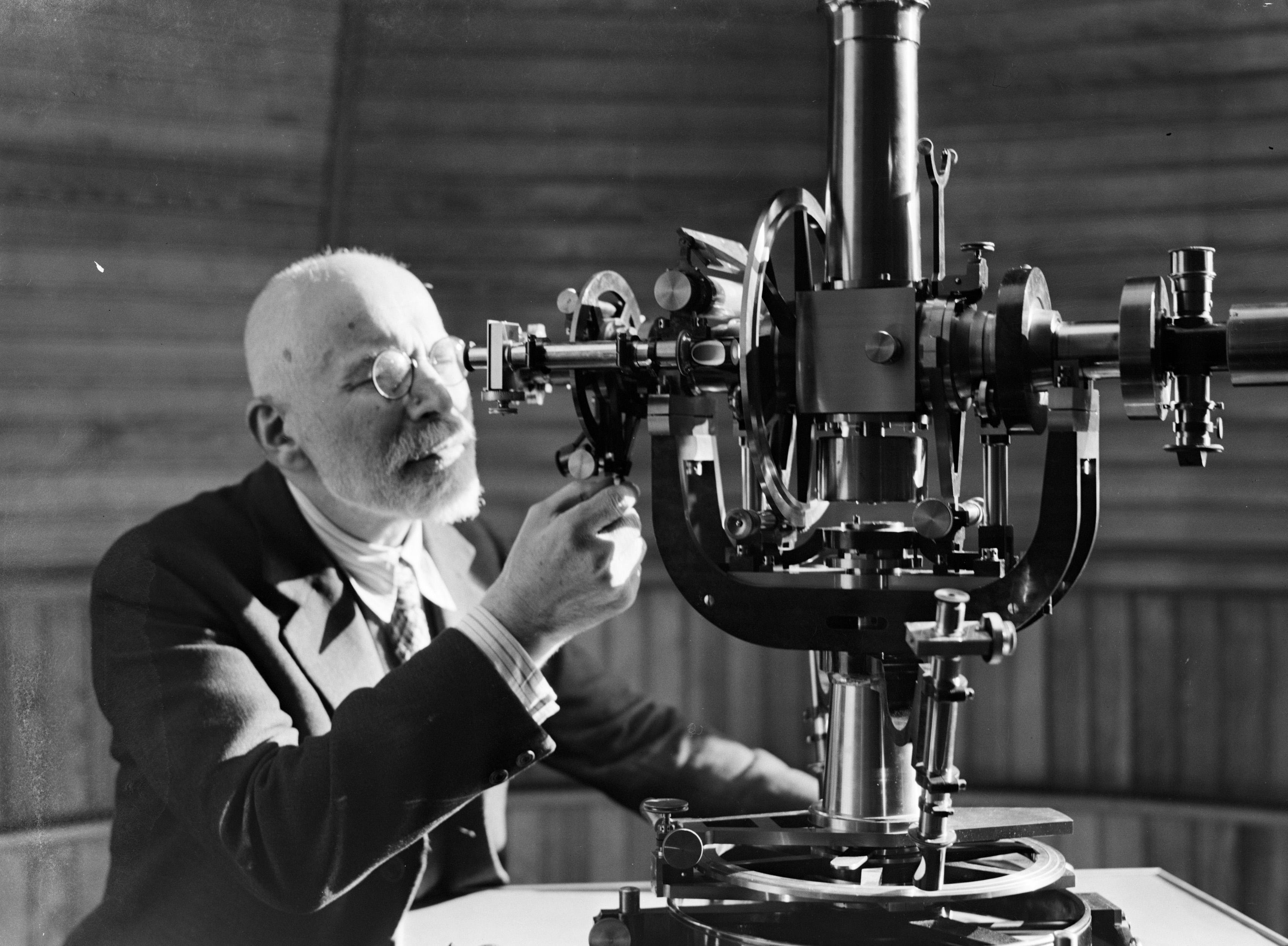
Luigi Carnera nel 1938 all'Osservatorio di Napoli.

Dopo gli studi di matematica compiuti all'Università di Pisa quale alunno della Scuola Normale Superiore, cominciò la sua carriera come assistente di Max Wolf a Heidelberg in Germania, dove scoprì 16 nuovi asteroidi. Lavorò inoltre a Potsdam e in Argentina.
Nel 1908 tornò in Italia per la cattedra di astronomia presso l'istituto Idrografico della Marina di Genova, dove contribuì a potenziare l'osservatorio astronomico, e nel 1919 divenne direttore dell'Osservatorio astronomico di Trieste. In seguito fu direttore dell'Osservatorio astronomico di Capodimonte, a Napoli, a partire dal 1932 e fino al termine della sua carriera, nel 1948.
A Napoli tenne inoltre la cattedra di Astronomia Generale e di Astronomia Geodetica presso l'Istituto Universitario Navale (oggi Università "Parthenope").
Gli è stato dedicato l'asteroide 39653 Carnera.
| Asteroidi scoperti: 16 | Asteroidi scoperti: 16 |
| ---------------------- | ---------------------- |
| 466 Tisiphone          | 17 gennaio 1901        |
| 469 Argentina          | 20 febbraio 1901       |
| 470 Kilia              | 21 aprile 1901         |
| 472 Roma               | 11 luglio 1901         |
| 476 Hedwig             | 17 agosto 1901         |
| 477 Italia             | 23 agosto 1901         |
| 478 Tergeste           | 21 settembre 1901      |
| 479 Caprera            | 12 novembre 1901       |
| 480 Hansa              | 21 maggio 1901         |
| 481 Emita              | 12 febbraio 1902       |
| 485 Genua              | 7 maggio 1902          |
| 486 Cremona            | 11 maggio 1902         |
| 487 Venetia            | 9 luglio 1902          |
| 488 Kreusa             | 26 giugno, 1902        |
| 489 Comacina           | 2 settembre 1902       |
| 808 Merxia             | 11 ottobre 1901        |